# Suazi na Letnich Igrzyskach Olimpijskich 1972
Suazi na Letnich Igrzyskach Olimpijskich 1972 reprezentowało 2 zawodników. Był to pierwszy start reprezentacji Suazi na letnich igrzyskach olimpijskich.

## Skład kadry

### Lekkoatletyka
Mężczyźni
- Richard Mabuza

10 000 metrów - odpadł w eliminacjach
Maraton - 17. miejsce

### Strzelectwo
Mężczyźni
- Philip Serjeant

Trap - 57. miejsce
Skeet - nie ukończył